# تيم كونواي
تيم كونواي (بالإنجليزية: Tim Conway)‏ وإسمه الكامل توماس دانييل كونواي (بالإنجليزية: Thomas Daniel Conway)‏ هو ممثل ومخرج وكاتب وكوميدي أمريكي ولد في يوم 15 ديسمبر 1933 في بلدة ويلوبي في أوهايو في الولايات المتحدة لأب من أصل أيرلندي وأم من أصل روماني، بدأ مشواره في المسرح وثم أشتهر بعد تمثيله في المسلسل الكوميدي McHale's Navy الذي عُرض في عقد الستينات من القرن الماضي، وبعد ذلك عمل في برنامج The Carol Burnett Show من سنة 1967 إلى سنة 1978، وثم عمل كمؤدي صوتي في مسلسلات الرسوم المتحركة، حيث قام بأداء صوت بارنكل بوي في مسلسل سبونج بوب سكوير بانتس.

## وصلات خارجية
- تيم كونواي على موقع IMDb (الإنجليزية)
- تيم كونواي على موقع روتن توميتوز (الإنجليزية)
- تيم كونواي على موقع قاعدة بيانات الأفلام العربية
- تيم كونواي على موقع ألو سيني (الفرنسية)
- تيم كونواي على موقع ميوزك برينز (الإنجليزية)
- تيم كونواي على موقع تيرنر كلاسيك موفيز (الإنجليزية)
- تيم كونواي على موقع أول موفي (الإنجليزية)
- تيم كونواي على موقع قاعدة بيانات برودواي على الإنترنت (الإنجليزية)
- تيم كونواي على موقع قاعدة بيانات الأفلام السويدية (السويدية)
- تيم كونواي على موقع إن إن دي بي (الإنجليزية)
- الموقع الرسمي
- تيم كونواي على قاعدة بيانات الأفلام على الإنترنت